# Bindu De Stoppani
Bindu De Stoppani (Pune, 19 dicembre 1976) è una regista e attrice italiana.

## Biografia
Nata in India da madre italo-svizzera e padre italiano, si è trasferita successivamente con la famiglia in Svizzera e poi da sola nel Regno Unito, dove si è diplomata al Drama Centre e ha proseguito i suoi studi in sceneggiatura e regia.
Ha debuttato come attrice nel 2000 in The Beach di Danny Boyle, con cui ha lavorato anche nel film 28 giorni dopo. L'anno seguente ha debuttato in regia con Troop, basato sulle manifestazioni svoltesi in tutto il mondo contro la guerra in Iraq.
Il suo primo cortometraggio è stato Things I Notice. Things You See (coprodotto dalla RSI) con Michael Fassbender, mentre il suo primo lungometraggio Jump ha ottenuto cinque premi, tra cui miglior regia e miglior film, al British Independent Film Awards 2012.
Nel 2017 ha diretto il suo secondo lungometraggio Cercando Camille, e nel 2020 ha diretto il film 40enni in salita. Nel 2021 è alla regia della serie Netflix Guida astrologica per cuori infranti. Nel 2024 firma la regia di Signora Volpe.

## Filmografia

### Regista e sceneggiatrice
- Things I Notice. Things You See. (2002)
- Jump (2012)
- Cercando Camille (Finding Camille) (2017)
- 40enni in salita (40 & Climbing) (2021)
- Guida astrologica per cuori infranti (2021-2022) - serie tv per Netflix, 7 episodi

### Attrice
- The Beach, regia di Danny Boyle (2000)
- La vita e le avventure di Nicholas Nickleby, regia di Stephen Whittaker  (2001) - film TV
- 28 giorni dopo, regia di Danny Boyle (2002)
- On the Loose, regia di Manuela Mancini (2004) - cortometraggio
- Belonging, regia di Christopher Menaul (2004) - film TV
- L'avvocato, regia di Massimo Donati e Alessandro Maccagni episodio Il permesso - serie TV (2004)
- Color Me Kubrick: A True ... ish Story, regia di Brian W. Cook (2005)
- Linea di confine (2005) - miniserie TV
- Cosa voglio di più, regia di Silvio Soldini (2010)
- Sinestesia, regia di Erik Bernasconi (2010)
- Cercando Camille (Finding Camille) (2017)